# パノラマ画

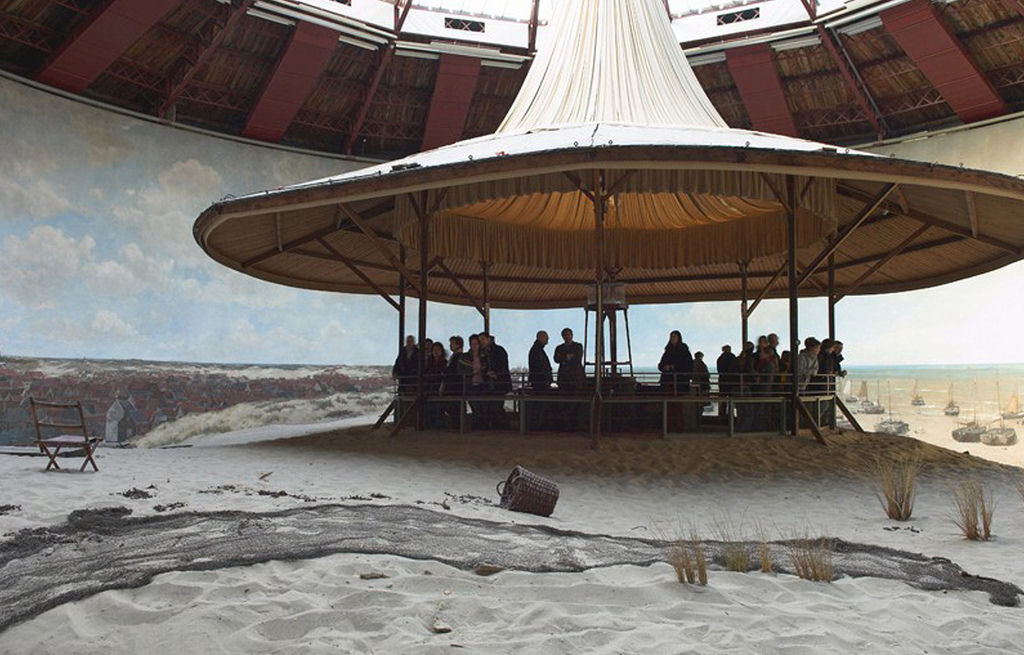
オランダの海洋画家メスダフ（メスダグ）による「パノラマ・メスダグ」（1881年完成）の設置状況。絵画と設置物によりスヘフェニンゲン付近の砂丘にいるような感覚を与える作品で、ハーグに所在する専用の建物に展示されている。

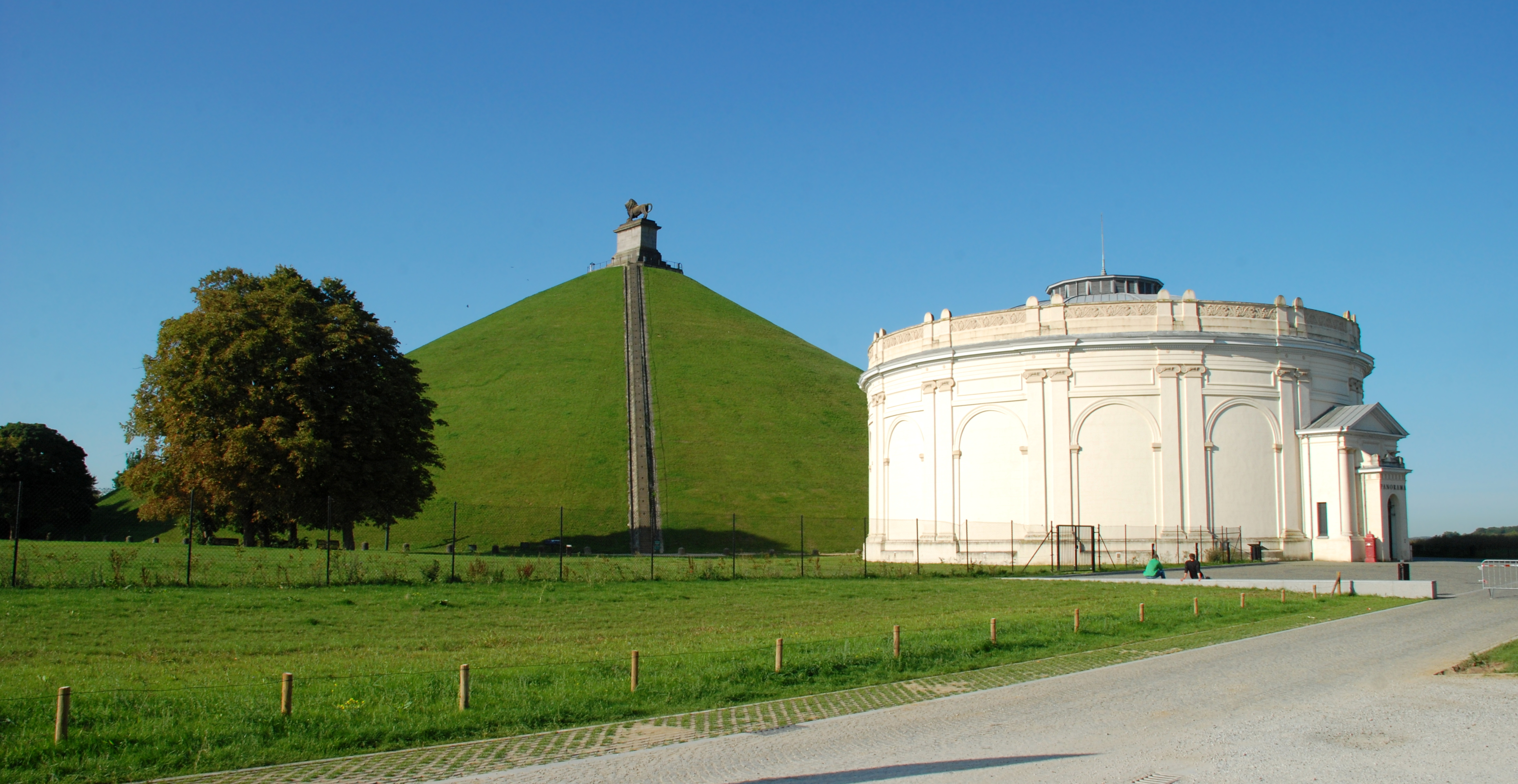
ワーテルローの戦いの古戦場（ベルギーのワーテルロー）に設けられたパノラマ館。円筒形の建物内にパノラマ画が設置されている。後方にライオンの丘。

パノラマ画（パノラマが）またはパノラマとは、絵画のジャンルの一つである。円環状の壁面全体に精巧な風景画を描いて中央の観覧者を取り囲むようにし、目の前に遠大な情景が広がっているように見せるものである。パノラマと客席の間に模型や人形を置いたものもある。
こういったパノラマを主とした施設は「パノラマ館」と呼ばれ、世界各地の名勝や近代の戦争などがよく題材となった。戦争ものは特に人気で日本では日清戦争や日露戦争を描いたものが大当たりしている。

## 歴史
パノラマ画は1792年にイギリスのロバート・バーカーが創始したとされている。パノラマの語も彼の造語で、特許も取得していた。語源はギリシャ語のpan+horama（すべて+眺め
）。
日本では1890年(明治23年)、上野公園内に設立された「上野パノラマ館」が最初である。石川弥、塚本岩三郎らによる帝国パノラマ会社が運営した。画家矢田一嘯の描いた戊辰戦争の奥州白河での戦いが展示された。
また同年には大倉喜八郎・安田善次郎、中澤彦吉、条野採菊らの出資により浅草公園六区に本格的なパノラマ館である「日本パノラマ館」が開設されている（1909（明治42）年）閉館）。

### 日本パノラマ館
この浅草のパノラマ館は元々木造の富士山を模した娯楽施設が建っていたが、それを取り壊して作られた。レンガ造りに三重の屋根、全高30メートル、直径36メートルの円形の建物だった。当初はフランス人画家の手によって南北戦争における北軍指揮官ユリシーズ・グラント将軍のビックスバーグの包囲戦が描かれていた。グラントは世界周遊の途上、明治12年に日本を訪問している。明治29年春、日清戦争における平壌攻略戦の絵に取り替えられた。描いたのは小山正太郎。その後、日露戦争の旅順攻略戦の絵に取り替えられた。これも画家は小山正太郎。以降も何度か絵は取り替えられた。

### 終焉
その他都内各所に大小のパノラマ館が建設され営業された。このように日本でもパノラマは人気があったが、手間がかかることや活動写真の登場などにより昭和期には下火になっていった。浅草のパノラマ館は明治42年に閉館した。

## パノラマ画の例
- 『ハンガリー人のカルパチア盆地征服』 - ハンガリーの画家フェスティ・アールパード（Feszty Árpád）の作品。サイズは15m×120m。
- 『パノラマ・メスダグ』(Panorama Mesdag) - オランダの画家、ヘンドリック・ウィレム・メスダフの作品。サイズは14m×120m。